# CCMTS
源于docsis传输标准。在国外有很广泛的使用。近年来开始在中国兴起。由中国国家广电总局牵头制定适合中国的广电网络传输标准。将原来的docsis协议中很多功能进行了简化处理。成本更加低廉，对干线网络的质量要求更低